# Nagyacsád
Nagyacsád è un comune dell'Ungheria di 731 abitanti (dati 2001). È situato nella contea di Veszprém.